# Гродненский государственный аграрный университет
Гро́дненский госуда́рственный агра́рный университе́т (бел. Гродзенскі дзяржаўны аграрны універсітэт), сокращённо ГГАУ (бел. ГДАУ) — высшее учебное заведение аграрного профиля г. Гродно, Республики Беларусь.

## История
Решение об образовании учебного заведения было принято 17 января 1951 года Постановлением Совета Министров СССР № 145 «Об организации сельскохозяйственного института в г. Гродно Белорусской ССР».
В том же году на первый курс агрономического и зоотехнического факультетов было принято 175 студентов, на 2-й курс — 25. В институте работало 24 преподавателя, 7 из них имели учёную степень кандидата наук.
В 1962 году образован факультет защиты растений. В дальнейшем были созданы факультеты: повышения квалификации и переподготовки кадров агропромышленного комплекса, экономический, ветеринарной медицины, бухгалтерского учёта, довузовской подготовки и профориентационной работы.
В 2000 году ГГАУ был присвоен статус университета.
В декабре 2005 года состоялся первый выпуск Высшей школы управления, где слушатели получили второе высшее образование.

## Структура

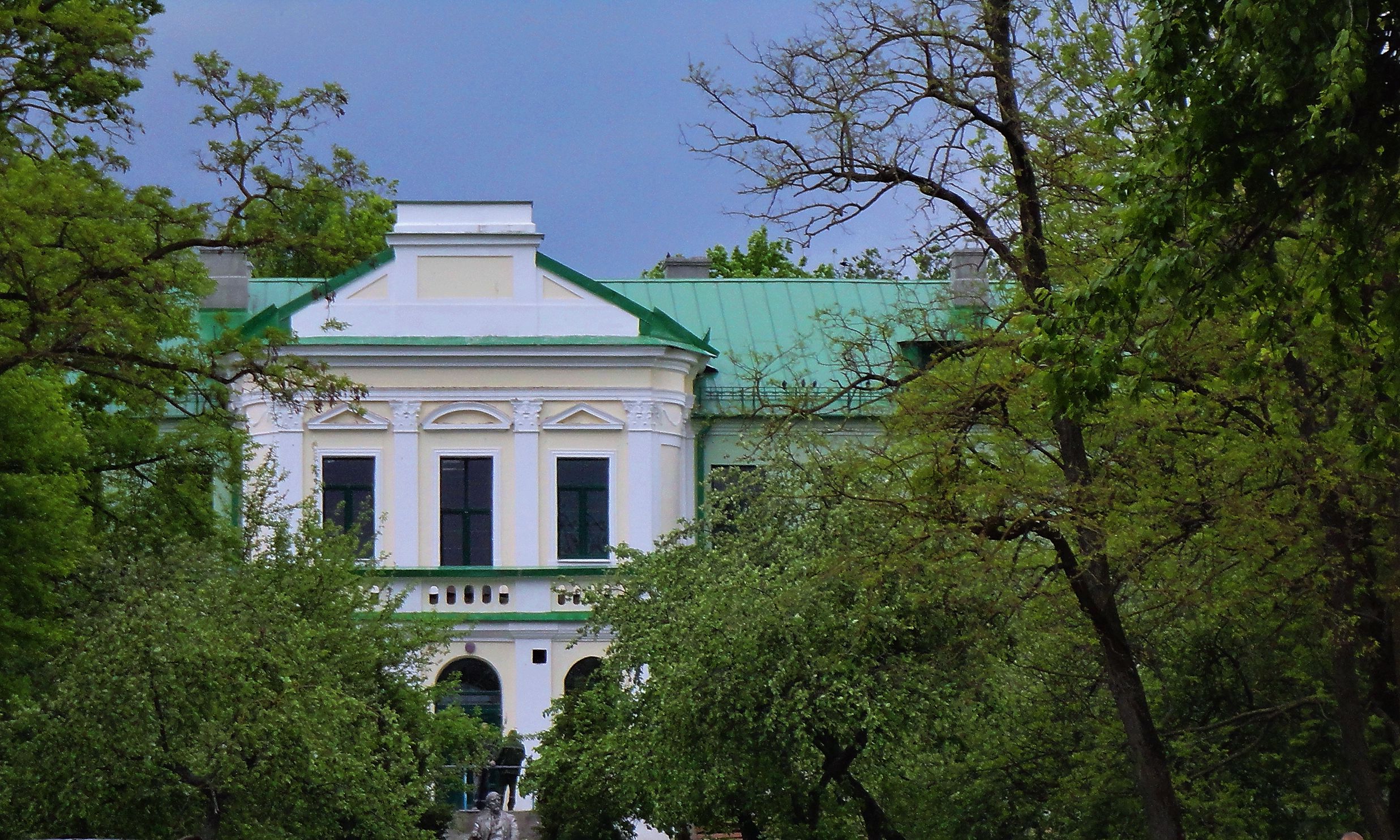
Один из корпусов — бывшая королевская усадьба Станиславово

Гродненский государственный аграрный университет насчитывает 30 кафедр, располагает 6 учебными корпусами, 7 общежитиями, виварием, столовой, стадионом, базой отдыха (Поречье), библиотекой, музеем и спортивным клубом.

### В настоящее время в ГГАУ работают
- лаборатория «ДНК-технологий»
- научно-исследовательская лаборатория
- компьютерно-информационный центр
- издательско-полиграфический цех

Подготовка аспирантов ведётся по 8 специальностям, магистров — по 5, докторантов — по 2 специальностям. Общее количество студентов и магистрантов превышает 5000 человек.

### Факультеты
- Ветеринарной медицины
- Агрономический
- Биотехнологический
- Инженерно-технологический
- Экономический
- Бухгалтерского учёта
- Довузовской подготовки
- Повышения квалификации